# Мавпи з Кембриджського університету
Мавпи Кембриджського університету — примати, над якими проводилися експерименти та видалялись частини їхнього мозку для симуляції симптомів інсульту або хвороби Паркінсона. Привернули увагу громадськості у 2002 році після публікації матеріалів десятимісячного розслідування під таємним прикриттям у 1998 році Британським союзом про скасування вівісекції (BUAV). Експерименти були спрямовані на дослідження знань про мозок.

## Характер дослідження
Станом на жовтень 2002 р. Кембриджський університет мав три ліцензії на проєкт, видані Міністерством внутрішніх справ згідно з Законом про тварин (1986), що дозволяють контролювати використання одного виду приматів, що не є людиною. Ліцензія дозволила використовувати тварин, розведених спеціально для наукових досліджень у селекційних закладах Великої Британії в експериментах з вивчення функцій мозку стосовно людських розладів. За словами головного інспектора тварин, експериментальні протоколи включали "тренування та тестування тварин з використанням різних поведінкових та когнітивних завдань; потім порушення нормальної функції мозку хімічними чи фізичними ураженнями; подальше введення експериментальних методів лікування, призначених для мінімізації функціональних можливостей, дефекти або відшкодування заподіяної шкоди; подальше тестування для оцінки функції мозку ". Тварин вбивали в кінці експериментів, більшість з них для аналізу тканин.
Вчені, які використовували ігрункових в Кембриджі, опублікували свої роботи в рецензованих журналах. Сюди входять відкриття, що стосуються ролі префронтальної кори в поведінці, розуміння навчання та пам'яті, моделювання хвороби Паркінсона та роль мигдалини в умовному підкріпленні.

## Ствердження про жорстокість
За словами інспектора британського уряду щодо тварин та Британського союзу про скасування вівісекції, в деяких експериментальних протоколах мавп навчали виконувати певні поведінкові та когнітивні завдання, а потім проводили їх повторення після пошкодження мозку, щоб оцінити, як пошкодження вплинуло на їх функціонування.
Наприклад, деякі мавпи після експериментів отримали пошкодження лапи. Потім їх прив'язували таким чином, що змушувало їх використовувати цю лапу, щоб отримати їжу чи воду. Для заохочення до використання кінцівки мавп позбавляли їжі та води протягом 22 годин кожні 24 години протягом двох з половиною років. Мавпам зазвичай надавали додатковий корм у п'ятницю, але деякі дослідники позбавляли цього мавп, щоб вони могли тримати їх голодними для подальших випробувань у понеділок.
Під час навчання цим завданням до операції на мозку BUAV стверджує, що дослідникам дали інструкції, такі як:
- Переслідуйте мавпу в тестовому ящику
- Зберігайте «жалюгідних» або «злих» ігрунок в тестовому апараті
- Стукайте на затвор, стукайте у вікно
- Карайте шкідливі звички, такі як догляд за шкірою, роблячи гучний удар кожен раз, коли він робить щось не так
- Опустіть стулку … при необхідності на їх пальці
- Використовуйте харчові обмеження, щоб зробити мавпу більш придатною для «формування»

Одним із наслідків пошкодження мозку було те, що мавпи будуть займатися стереотипними обертовими рухами. BUAV повідомив, що один тест на хворобу Паркінсона передбачав закриття їх у невеликій скляній коробці на одну годину за один раз, щоб побачити, як часто вони обертаються, та вводити їм амфетамін, щоб змусити їх швидше обертатися. BUAV повідомляє, що мавпи часто були «явно налякані та збентежені; можна було побачити, як вони плачуть, несамовито крутяться, тягнуться або відчайдушно намагаються втекти».
BUAV також каже, що їхній слідчий виявив мавп, у яких були розпиляні верхівки шкіри голови, щоб їм стимулювати інсульти, а потім їх залишали без нагляду протягом 15 годин без ветеринарної уваги, оскільки співробітники Кембриджу працювали з дев'яти до п'яти. За оглядом британського уряду, 400 тварин доглядали три штатних працівники, а самі науковці відповідали за здоров'я тварин, що пройшли експериментальні процедури. 
Фільм, створений BUAV, показує, що мавпа повертає м'язовий тонус під час операції, що свідчить про недостатню анестезію тварини. У звіті BUAV припускається, що перед тим, як було надано більше знеболення, була затримка на кілька хвилин. 

### Відповідь на звинувачення
Головний інспектор британського уряду щодо тварин провів огляд і опублікував звіт у жовтні 2002 року. Він зробив висновок, що ветеринарні дані в Кембриджі були «зразковими»; заклад «здається адекватно укомплектованим»; а тварини забезпечували «відповідні умови проживання та догляду».  Система встановлення кліток «вже не була найсучаснішою», але відповідала положенням внутрішнього міністерства; а колонія ігрунок була «загалом здоровою».  Інспектор відзначив чотири випадки недотримання ліцензії: у двох експериментах хірургічна процедура не відповідала ліцензії проєкту; одного разу графік обмеження води розходився; одного разу власник ліцензії не повідомив департаменту про перевищення межі жорстокості експерименту; Були незначні технічні порушення в повідомленнях про використання тварин. 
Рецензенти консультувалися з двома експертами з ветеринарної анестезії для дослідження наслідків того, як мавпа повернула м'язовий тонус під час операції. Вони радили, що "якщо цілеспрямовані або добровільні рухи не супроводжували повернення м'язового тонусу, то … знеболювальних засобів повинно було бути достатньо для блокування усвідомлення болю. 
Кембриджський університет вітав цей звіт як «підтвердження того, що немає доказів, які б підтверджували звинувачення, висловлені BUAV».
BUAV було запропоновано дати свідчення на розслідування, але вони відмовились. Також не надали відеокадри зі свого фільму. Після опублікування звіту група заявила, що «була вщент ошелешена і глибоко розлючена повним нехтуванням Міністерства внутрішніх справ від величезних доказів страждань тварин», і що «твердження уряду про правильність віднести до категорії помірних страждань експерименти верхній частині черепа, яка відпилюється, а частина їхнього мозку висмоктується вкрай глузливо».

## Судовий перегляд
В результаті інформації, отриманої під час їх розслідування, та з огляду на подальший перегляд, BUAV звернувся до Вищого суду Великої Британії з проханням дозволити провести судовий перегляд законності тлумачення Кембриджської справи службою Міністерства та ширшого впровадження законодавства про вівісекцію.
Міністр юстиції Бернтан відхилив чотири підстави для перегляду, безпосередньо пов'язаних зі Кембриджською справою, але надав дозвіл на розгляд судового перегляду за двома більш широкими підставами: чи є смерть наслідком, на яку слід зважити в аналізі витрат і вигод, та чи повинні бути вказівки щодо обмеження харчових продуктів та води. В апеляційному суді лорд Девід Кін дозволив розглядати перегляд за двома питаннями, в яких раніше було відмовлено з мотивів суспільного інтересу. Вони стосуються питання про те, чи недооцінило Міністерство внутрішніх справ страждання кембриджських мавп при встановленні меж жорстокості та чи вимагає законодавство щоденного догляду та ветеринарної допомоги.